# Vīts Rimkus
Vīts Rimkus   (Riga, 21 de juny de 1973) és un exfutbolista letó de la dècada de 2000.
Fou 73 cops internacional amb la selecció de Letònia.
Pel que fa a clubs, defensà els colors de FC Winterthur i 1. FC Nürnberg, entre d'altres.